# Hermann Zabel
Hermann Zabel (* 22. September 1832 in Neu-Katzow bei Greifswald; † 26. April 1912 in Gotha) war ein deutscher, preußischer Botaniker. Sein offizielles botanisches Autorenkürzel lautet „Zabel“; früher war auch das Kürzel „Zab.“ in Gebrauch.

## Leben und Wirken
Zabel spezialisierte sich auf die Dendrologie. Er war von 1854 bis 1860 Assistent am Botanischen Garten und Museum in Greifswald. Von 1869 bis 1895 war er Direktor der Forstakademie in Hannoversch Münden.

## Ehrungen
Die Pflanzengattung Zabelia (Rehder) Makino aus der Familie der Geißblattgewächse (Caprifoliaceae) ist ihm zu Ehren benannt worden.

## Veröffentlichungen (Auswahl)
- Die strauchigen Spiräen der deutschen Gärten. 1893.
- Uebersicht der Flora von Neuvorpommern und Rügen. 1859.